# Poydras
Poydras é uma Região censo-designada localizada no estado americano de Luisiana, na Paróquia de St. Bernard.

## Demografia
Segundo o censo americano de 2000, a sua população era de 3886 habitantes.

## Geografia
De acordo com o United States Census Bureau tem uma área de
11,3 km², dos quais 10,8 km² cobertos por terra e 0,5 km² cobertos por água.

## Localidades na vizinhança
O diagrama seguinte representa as localidades num raio de 16 km ao redor de Poydras.